# Sava Antić
Sava Antić, szerbül: Сава Антић (Belgrád, 1930. március 1. – Belgrád, 1998. július 26.) olimpiai ezüstérmes jugoszláv válogatott szerb labdarúgó, csatár, edző.

## Pályafutása

### Klubcsapatban
1947–48-ban a Brodarac, 1948 és 1952 között a Crvena zvezda, 1952 és 1963 között az OFK Beograd labdarúgója volt. Az OFK csapatával három jugoszlávkupa-győzelmet ért el.

### A válogatottban
1956-ban öt alkalommal szerepelt a jugoszláv válogatottban és két gólt szerzett. Tagja volt az 1956-os melbourne-i olimpián ezüstérmes csapatnak.

### Edzőként
1963–64-ben az OFK Beograd vezetőedzője volt.

## Sikerei, díjai
Jugoszlávia
- Olimpiai játékok
  - ezüstérmes: 1956, Melbourne

 OFK Beograd
- Jugoszláv kupa
  - győztes (3): 1953, 1955, 1962

## Statisztika

### Mérkőzései a jugoszláv válogatottban
| Jugoszlávia | Jugoszlávia        | Jugoszlávia                            | Jugoszlávia      | Jugoszlávia | Jugoszlávia | Jugoszlávia          | Jugoszlávia | Jugoszlávia |
| #           | Dátum              | Helyszín                               | Hazai            | Eredmény    | Vendég      | Kiírás               | Gólok       | Esemény     |
| ----------- | ------------------ | -------------------------------------- | ---------------- | ----------- | ----------- | -------------------- | ----------- | ----------- |
| 1.          | 1956. április 22.  | Belgrád, JNA-stadion                   | Jugoszlávia      | 0 – 1       | Románia     | barátságos           | -           | 30'         |
| 2.          | 1956. november 28. | Melbourne, Olimpiai Park Stadion (AUS) | Egyesült Államok | 1 – 9       | Jugoszlávia | olimpiai negyeddöntő | 2           | 12' 73'     |
| 3.          | 1956. december 4.  | Melbourne, Olimpiai Park Stadion (AUS) | India            | 1 – 4       | Jugoszlávia | olimpiai elődöntő    | -           |             |
| 4.          | 1956. december 8.  | Melbourne, Melbourne CG (AUS)          | Szovjetunió      | 1 – 0       | Jugoszlávia | olimpiai döntő       | -           |             |
| 5.          | 1956. december 23. | Jakarta, Senayan Stadion               | Indonézia        | 1 – 5       | Jugoszlávia | barátságos           | -           |             |
|             | Összesen           |                                        |                  | 5           | mérkőzés    |                      | 2           | gól         |